# Hot n Cold
"Hot n Cold" (tạm dịch: "Nóng và lạnh") là một bài hát của nghệ sĩ thu âm người Mỹ Katy Perry nằm trong album phòng thu thứ hai của cô, One of the Boys (2008). Nó được phát hành như là đĩa đơn thứ hai trích từ album vào ngày 9 tháng 9 năm 2008 bởi Capitol Records, sau thành công vượt trội từ đĩa đơn trước "I Kissed a Girl". Bài hát được đồng viết lời bởi Perry, Dr. Luke và Max Martin, trong khi phần sản xuất được đảm nhiệm bởi Luke với sự tham gia hỗ trợ sản xuất từ Benny Blanco. Đây là một bản dance-pop với nội dung đề cập đến một cô gái thường phải đối mặt và giải quyết một mối quan hệ tình cảm không ổn định bởi những thay đổi tâm trạng thất thường từ người yêu của cô. Sự hợp tác giữa Perry và Dr. Luke được hình thành bởi những nhà điều hành thu âm tại Capitol Records, trong đó họ cho rằng One of the Boys vẫn đang thiếu "một hoặc hai bản hit lớn" vào thời điểm đó, và sau đó cả hai đã đồng sáng tác "I Kissed a Girl" và "Hot n Cold". Perry tiết lộ rằng bài hát ban đầu được chọn phát hành làm đĩa đơn đầu tiên cho album, nhưng sau đó cô đã thay đổi quyết định và phát hành "I Kissed a Girl" trước.
Sau khi phát hành, "Hot n Cold" nhận được những phản ứng tích cực từ các nhà phê bình âm nhạc, trong đó họ đánh giá cao giai điệu bắt tai của nó cũng như sự hợp tác hiệu quả giữa Perry và Dr. Luke, và gọi đây là một điểm nhấn nổi bật từ album. Bài hát còn gặt hái nhiều giải thưởng và đề cử tại những lễ trao giải lớn, bao gồm một đề cử giải Grammy cho Trình diễn giọng pop nữ xuất sắc nhất tại lễ trao giải thường niên lần thứ 52. "Hot n Cold" cũng tiếp nhận những thành công vượt trội về mặt thương mại, đứng đầu các bảng xếp hạng ở Áo, Canada, Đan Mạch, Phần Lan, Đức, Hungary, Na Uy và Thụy Sĩ, và lọt vào top 10 ở hầu hết những quốc gia nó xuất hiện, bao gồm vươn đến top 5 ở Úc, Bỉ, Ireland, Ý, Hà Lan, New Zealand, Thụy Điển và Vương quốc Anh. Tại Hoa Kỳ, bài hát đạt vị trí thứ ba trên bảng xếp hạng Billboard Hot 100, trở thành đĩa đơn thứ hai liên tiếp của Perry vươn đến top 5 và đã tiêu thụ được 5.7 triệu bản tại đây. Tính đến nay, nó đã bán được hơn 11.7 triệu bản trên toàn cầu, trở thành một trong những đĩa đơn bán chạy nhất mọi thời đại.
Video ca nhạc cho "Hot n Cold" được đạo diễn bởi Alan Ferguson và ra mắt vào ngày 1 tháng 10 năm 2008, trong đó Perry hóa thân thành một cô dâu đang chuẩn bị tuyên thệ trong nhà thờ với vị hôn thê của cô, người đã trải nghiệm một giấc mơ giữa ban ngày về việc cô đuổi bắt anh dưới nhiều hình tượng khác nhau sau khi anh bỏ trốn khỏi lễ cưới. Nó đã nhận được nhiều lượt yêu cầu phát sóng liên tục trên những kênh truyền hình âm nhạc như MTV và VH1, cũng như gặt hái một đề cử tại giải Video âm nhạc của MTV năm 2009 cho Video xuất sắc nhất của nữ ca sĩ. Để quảng bá bài hát, Perry đã trình diễn "Hot n Cold" trên nhiều chương trình truyền hình và lễ trao giải lớn, bao gồm The Ellen DeGeneres Show, Today, giải Âm nhạc châu Âu của MTV năm 2008 và Giải thưởng Âm nhạc NRJ năm 2009, cũng như trong tất cả những chuyến lưu diễn của cô. Kể từ khi phát hành, bài hát đã được hát lại và sử dụng làm nhạc mẫu bởi nhiều nghệ sĩ khác nhau, như Selena Gomez, Taylor Swift, Cher Lloyd và Bonnie McKee, cũng như xuất hiện trong nhiều tác phẩm điện ảnh và truyền hình, bao gồm 90210, Alvin and the Chipmunks: The Squeakquel, Ghost Whisperer, The Hills và Mean Girls 2. Ngày 15/11/2020, video ca nhạc đã cán mốc 1 tỉ lượt xem trên Youtube, Katy trở thành người đầu tiên trong lịch sử Youtube có 6 MV chính chủ trên 1 tỉ lượt xem

## Danh sách bài hát
Tải kĩ thuật số
1. "Hot n Cold" - 3:43
2. "Hot n Cold" (Innerpartysystem Main) - 4:30

Đĩa CD tại châu Âu
1. "Hot n Cold" (bản album) – 3:40
2. "Hot n Cold" (Innerpartysystem phối lại) – 4:37
3. "Hot n Cold" (Manhattan Clique phối lại) (radio chỉnh sửa) – 3:54

Đĩa CD tại Anh quốc
1. "Hot n Cold" (bản album) – 3:40
2. "Hot n Cold" (Innerpartysystem phối lại) – 4:37

## Thành phần thực hiện
Thành phần thực hiện được trích từ ghi chú của One of the Boys, Capitol Records.
Thu âm và phối khí
- Thu âm tại Dr. Luke's Studios, Legacy Recording Studio (Thành phố New York) và Conway Recording Studio (Hollywood).
- Phối khí tại MixStar Studios ở Virginia Beach, Virginia.

Thành phần
- Viết lời - Katy Perry, Lukasz Gottwald, Max Martin
- Sản xuất - Dr. Luke, Benny Blanco (hỗ trợ sản xuất)
- Phối khí - Serban Ghenea
- Kỹ sư - Emily Wright, Sam Holland, Nick Banns, Tatiana Gottwald, Tina Kennedy
- Trống và lập trình - Dr. Luke, Benny Blanco
- Lập trình - Steven Wolf
- Guitar - Dr. Luke

## Giải thưởng và đề cử
| Năm  | Giải thưởng                   | Hạng mục                                 | Kết quả   |
| ---- | ----------------------------- | ---------------------------------------- | --------- |
| 2009 | Giải thưởng âm nhạc Pop ASCAP | Bài hát được phát nhiều nhất             | Đoạt giải |
| 2009 | Los Premios MTV Latinoamérica | Nhạc chuông hay nhất                     | Đoạt giải |
| 2009 | Giải Video âm nhạc của MTV    | Video xuất sắc nhất của nữ ca sĩ         | Đề cử     |
| 2009 | Giải Video của MuchMusic      | Video quốc tế của năm - Nghệ sĩ          | Đề cử     |
| 2009 | Giải Sự lựa chọn của Giới trẻ | Lựa chọn Âm nhạc: Đĩa đơn của nghệ sĩ nữ | Đề cử     |
| 2010 | Giải Grammy                   | Trình diễn giọng pop nữ xuất sắc nhất    | Đề cử     |

## Xếp hạng
| Bảng xếp hạng (2008-09)               | Vị trí cao nhất |
| ------------------------------------- | --------------- |
| Úc (ARIA)                             | 4               |
| Áo (Ö3 Austria Top 40)                | 1               |
| Bỉ (Ultratop 50 Flanders)             | 2               |
| Bỉ (Ultratop 50 Wallonia)             | 1               |
| Brazil (ABPD)                         | 4               |
| Canada (Canadian Hot 100)             | 1               |
| Cộng hòa Séc (Rádio Top 100)          | 1               |
| Đan Mạch (Tracklisten)                | 1               |
| Châu Âu (European Hot 100 Singles)    | 1               |
| Phần Lan (Suomen virallinen lista)    | 1               |
| Pháp (SNEP)                           | 10              |
| Đức (Official German Charts)          | 1               |
| Hungary (Rádiós Top 40)               | 1               |
| Hungary (Dance Top 40)                | 6               |
| Ireland (IRMA)                        | 3               |
| Israel (Media Forest)                 | 2               |
| Ý (FIMI)                              | 2               |
| Hà Lan (Dutch Top 40)                 | 1               |
| Hà Lan (Single Top 100)               | 5               |
| New Zealand (Recorded Music NZ)       | 5               |
| Na Uy (VG-lista)                      | 1               |
| Ba Lan (Airplay Chart)                | 1               |
| Romania (Romanian Top 100)            | 1               |
| Slovakia (Rádio Top 100)              | 1               |
| Tây Ban Nha (PROMUSICAE)              | 13              |
| Thụy Điển (Sverigetopplistan)         | 2               |
| Thụy Sĩ (Schweizer Hitparade)         | 1               |
| Anh Quốc (OCC)                        | 4               |
| Hoa Kỳ Billboard Hot 100              | 3               |
| Hoa Kỳ Adult Contemporary (Billboard) | 9               |
| Hoa Kỳ Adult Pop Airplay (Billboard)  | 1               |
| Hoa Kỳ Dance Club Songs (Billboard)   | 32              |
| Hoa Kỳ Pop Airplay (Billboard)        | 1               |
| Hoa Kỳ Rhythmic (Billboard)           | 21              |
| Venezuela Pop Rock (Record Report)    | 1               |

| Bảng xếp hạng (2000-09)              | Vị trí |
| ------------------------------------ | ------ |
| Australia (ARIA)                     | 30     |
| Austria (Ö3 Austria Top 40)          | 37     |
| Germany (Official German Charts)     | 19     |
| Netherlands (Dutch Top 40)           | 52     |
| UK Singles (Official Charts Company) | 82     |
| US Billboard Hot 100                 | 69     |
| US Pop Songs (Billboard)             | 21     |

| Bảng xếp hạng (2008)                 | Vị trí |
| ------------------------------------ | ------ |
| Australia (ARIA)                     | 16     |
| Austria (Ö3 Austria Top 75)          | 63     |
| Belgium (Ultratop 40 Wallonia)       | 41     |
| Canada (Canadian Hot 100)            | 31     |
| Denmark (Tracklisten)                | 14     |
| Finland (Suomen virallinen lista)    | 4      |
| Germany (Official German Charts)     | 47     |
| Netherlands (Dutch Top 40)           | 48     |
| Netherlands (Single Top 100)         | 96     |
| New Zealand (Recorded Music NZ)      | 25     |
| Norway (VG-lista)                    | 30     |
| Sweden (Sverigetopplistan)           | 40     |
| Switzerland (Schweizer Hitparade)    | 40     |
| UK Singles (Official Charts Company) | 23     |
| US Billboard Hot 100                 | 36     |
| US Pop Songs (Billboard)             | 39     |
| Bảng xếp hạng (2009)                 | Vị trí |
| Australia (ARIA)                     | 58     |
| Austria (Ö3 Austria Top 75)          | 5      |
| Belgium (Ultratop 50 Flanders)       | 19     |
| Belgium (Ultratop 40 Wallonia)       | 6      |
| Canada (Canadian Hot 100)            | 11     |
| Denmark (Tracklisten)                | 38     |
| Europe (European Hot 100 Singles)    | 2      |
| Finland (Suomen virallinen lista)    | 1      |
| France (SNEP)                        | 43     |
| Germany (Official German Charts)     | 13     |
| Hungary (Rádiós Top 40)              | 1      |
| Hungary (Dance Top 40)               | 36     |
| Italy (FIMI)                         | 14     |
| Netherlands (Dutch Top 40)           | 46     |
| Netherlands (Single Top 100)         | 68     |
| Norway (VG-lista)                    | 11     |
| Romania (Romanian Top 100)           | 1      |
| Spain (PROMUSICAE)                   | 35     |
| Sweden (Sverigetopplistan)           | 23     |
| Switzerland (Schweizer Hitparade)    | 4      |
| UK Singles (Official Charts Company) | 20     |
| US Billboard Hot 100                 | 25     |
| US Adult Top 40 (Billboard)          | 12     |
| US Pop Songs (Billboard)             | 35     |

| Bảng xếp hạng        | Vị trí |
| -------------------- | ------ |
| US Billboard Hot 100 | 525    |

## Chứng nhận
| Quốc gia                                                                           | Chứng nhận  | Số đơn vị/doanh số chứng nhận |
| ---------------------------------------------------------------------------------- | ----------- | ----------------------------- |
| Úc (ARIA)                                                                          | 5× Bạch kim | 350.000^                      |
| Áo (IFPI Áo)                                                                       | Bạch kim    | 30.000*                       |
| Bỉ (BEA)                                                                           | Vàng        | 15,000*                       |
| Brasil (Pro-Música Brasil)                                                         | Bạch kim    | 80,000*                       |
| Canada (Music Canada) Nhạc số                                                      | 6× Bạch kim | 240.000*                      |
| Canada (Music Canada) Nhạc chuông                                                  | 2× Bạch kim | 80.000*                       |
| Đan Mạch (IFPI Đan Mạch)                                                           | 2× Bạch kim | 60,000^                       |
| Phần Lan (Musiikkituottajat)                                                       | Bạch kim    | 14,579                        |
| Pháp (SNEP)                                                                        | —           | 150,000                       |
| Đức (BVMI)                                                                         | 3× Vàng     | 750.000‡                      |
| Ý (FIMI)                                                                           | Vàng        | 10.000*                       |
| New Zealand (RMNZ)                                                                 | Bạch kim    | 15,000*                       |
| Tây Ban Nha (PROMUSICAE)                                                           | Vàng        | 20,000^                       |
| Thụy Sĩ (IFPI)                                                                     | Bạch kim    | 30.000^                       |
| Anh Quốc (BPI)                                                                     | Bạch kim    | 680,494                       |
| Hoa Kỳ (RIAA)                                                                      | 7× Bạch kim | 5,700,000                     |
| * Chứng nhận dựa theo doanh số tiêu thụ. ^ Chứng nhận dựa theo doanh số nhập hàng. |             |                               |

## Lịch sử phát hành
| Quốc gia       | Ngày              | Định dạng               |
| -------------- | ----------------- | ----------------------- |
| Hoa Kỳ         | 9 tháng 9, 2008   | Top 40/Mainstream radio |
| Hoa Kỳ         | 30 tháng 9, 2008  | Rhythmic radio          |
| Hoa Kỳ         | 8 tháng 10, 2008  | Hot AC radio            |
| Đức            | 21 tháng 11, 2008 | CD                      |
| Vương quốc Anh | 24 tháng 11, 2008 | CD                      |
| Toàn cầu       | 24 tháng 11, 2008 | EP nhạc số              |
| Pháp           | 14 tháng 12, 2008 | CD                      |